# Янушевский, Халил Александрович
Халил (Ипполит) Александрович Янушевский (1845 — не ранее 1912) — русский военный деятель, генерал от инфантерии (1912).

## Биография
Из литовских татар. По вероисповеданию — мусульманин. В 1864—67 годах учился в Виленском пехотном училище, которое окончил по первому разряду и из которого был выпущен прапорщиком в 101-й Пермский пехотный полк.
В 1871 году, в чине поручика, был назначен старшим адъютантом штаба 26-й пехотной дивизии. В 1874 году был повышен до штабс-капитана, продолжал занимать ту же должность. В этой же должности принимал участие в Русско-турецкой войне 1877—78 годов. За отличие во время боевых действий, в течение осени 1877 года, с интервалом в месяц, был последовательно повышен сперва до капитана, а затем до майора. После окончания войны вплоть до 1881 года служил в Болгарии старшим адъютантом штаба остававшихся там русских войск.
С 1881 по 1888 год служил в штабе Харьковского военного округа. Полковник (1887).
В 1888 году был назначен Нежинским уездным воинским начальником и оставался на этой должности вплоть до 1904 года, когда был произведён в генерал-майоры и назначен начальником Виленской местной бригады. В 1909 году — в тех же чине и должности. В 1910 году был повышен до генерал-лейтенанта.
В 1912 году вышел в отставку с производством в генералы от инфантерии.
Имел награды вплоть до ордена Святой Анны первой степени (1909). 
Дальнейшая судьба неизвестна.

## Награды
- Орден Святой Анны 3 степени с мечами (1879)
- Орден Святого Станислава 2 степени (1879)
- Орден Святой Анны 2 степени (1879)
- Орден Святого Владимира 3 степени (1892)
- Орден Святого Станислава 1 степени (1906)
- Орден Святой Анны 1 степени (1909)